# Leia kamijoi
Leia kamijoi är en tvåvingeart som beskrevs av Mitsuhiro Sasakawa 1964. Leia kamijoi ingår i släktet Leia och familjen svampmyggor. Inga underarter finns listade i Catalogue of Life.